# Lake of the Pines
Lake of the Pines est une census-designated place du comté de Nevada dans l'État de Californie, aux États-Unis.